# Podlesí (Kašperské Hory)
Podlesí (do roku 1951 Vogelsang) je osada, část města Kašperské Hory v okrese Klatovy v Plzeňském kraji. Nachází se asi 3,5 kilometru jižně od Kašperských Hor. Je zde evidováno 5 adres. V roce 2011 zde trvale žili čtyři obyvatelé.
Vesnice se nachází na severním svahu Huťské hory na území Národního parku Šumava. Výrazným objektem je soukromý ranč, dále se zde nachází kaple a vícero památných stromů okolo osady (lípa, javor klen a skupina lip).
Podlesí leží v katastrálním území Lídlovy Dvory o výměře 6,28 km².

## Historie
Byla zde nejstarší sklářská huť na Kašperohorsku. První písemná zmínka o vesnici pochází z roku 1584, kdy je zmiňován sklář Thomas Glaser. V roce 1585 bylo zaznamenáno jméno jeho syna Paula Glasera. Sklářská činnost zde byla zastavena v roce 1888.

## Obyvatelstvo
| Rok            | 1869 | 1880 | 1890 | 1900 | 1910 | 1921 | 1930 | 1950 | 1961 | 1970 | 1980 | 1991 | 2001 | 2011 | 2021 |
| -------------- | ---- | ---- | ---- | ---- | ---- | ---- | ---- | ---- | ---- | ---- | ---- | ---- | ---- | ---- | ---- |
| Počet obyvatel | 122  | 87   | 74   | 65   | 82   | 89   | 75   | 20   | 5    | 1    | 3    | 3    | 4    | 4    | 4    |
| Počet domů     | 12   | 10   | 8    | 9    | 9    | 8    | 9    | 3    | 3    | 1    | 1    | 1    | 2    | 3    | 3    |

## Obecní správa
Při sčítání lidu v letech 1850–1959 Podlesí bylo osadou obce Červená v okrese Sušice.
Od roku 1960 je částí města Kašperské Hory v okrese Klatovy.

## Pamětihodnosti

### Zámek
Na přelomu 17. a 18. století založil v Podlesí obytné sídlo či zámek Sebastián Florián Gerl, člen známé sklářské rodiny. V roce 1892 koupili zámek i s bývalou sklárnou Schwarzenbergové. Za pozemkové reformy došlo k vyvlastnění tohoto majetku, jenž byl následně prodán soukromé osobě. V roce 1945 sloužil zámek k hospodářským i obytným účelům, v osmdesátých letech byl prázdný a v roce 1990 ruinou.